# Ariel Vromen
Ariel Vromen (in ebraico אריאל ורומן‎?; Tel Aviv, 14 febbraio 1973) è un regista, sceneggiatore e produttore cinematografico israeliano.

## Filmografia

### Regista
- Jewel of the Sahara (2001) - cortometraggio
- RX - Strade senza ritorno (Rx) (2005)
- Danika (2006)
- The Iceman (2012)
- Criminal (2016)
- L'angelo (The Angel) (2018)

### Produttore
- Rambo: Last Blood, regia di Adrian Grunberg (2019)